# Bigelbach
Bigelbach (luxembourgeois : Bigelbaach) est une section de la commune luxembourgeoise de Reisdorf située dans le canton de Diekirch.

## Géographie
Bigelbach est délimité au nord-est par la Sûre, un affluent de la Moselle, qui forme à cet endroit la frontière allemande.